# آزلاستین
آزلاستین، نوعی آنتاگونیست هیستامین است که برای درمان رینیتهای خفیف گهگیر، شدید گهگیر و رینیت دائم بکار می‌رود. این دارو نسل دوم آنتی‌هیستامینی محسوب می‌شود و آنتاگونیست انتخابی گیرنده اچ یک هیستامینی است. آزلاستین با هیستامین برای نشستن روی رسپتور H1 رقابت می‌کند و جلوی آزاد شدن هیستامین و سایر مدیاتورهای مربوط به واکنش آلرژیک را می‌گیرد. آزلاستین دارای شروع اثر بسیار سریعی است.
آزلاستین هم به شکل اسپری بینی و هم به صورت قطره چشم در بازار دنیا دسترس است و نام‌های تجاری زیادی برای آن وجود دارد. در ایران و اروپا با نام‌های تجاری اسپری بینی آلرگودیل و زلکس؛ و در آمریکا با نام آستلین عرضه شده است.

## موارد مصرف
اسپری بینی آزلاستین برای درمان موضعی علائم رینیت آلرژیک فصلی و رینیت همیشگی مانند رینوره، خارش بینی و عطسه در بزرگسالان و کودکان پنج سال به بالا استفاده می‌شود. در بعضی کشورها، برای درمان رینیت وازوموتور افراد بالای ۱۲ سال استفاده می‌شود.قطره چشمی آزلاستین برای درمان موضعی کونژونکتیویت آلرژیک فصلی و کونژونکتیویت آلرژیک دائمی استفاده می‌شود.

## عوارض
آزلاستین داروی امنی است و هم در کودکان و هم در بزرگسالان مبتلا به رینیت آلرژیک به خوبی تحمل می‌شود.مزه تلخ، سردرد، سوزش بینی و بی‌خوابی بیشترین عوارضی بوده‌اند که گزارش شده است. بعضی بررسی‌ها، میزان بی‌خوابی را در حد مصرف دارونما (حدود ۲٪) نشان داده است. مشکل مزه تلخ را می‌توان از راه استعمال صحیح دارو کاهش داد (یعنی مثلاً هنگام افشاندن دارو به داخل بینی، کمی سر را به جلو خم نماییم و خیلی هم عمیق دارو را به داخل نکشیم) یا اصلاً از ترکیب سوکرالوز دارو استفاده کنیم (فرمولاسیون Astepro).

## فارماکوکینتیک و متابولیسم
فراهمی زیستی سیستمیک دارو حدود ۴۰٪ از دوز مصرف شده به طریق داخل بینی است (یعنی ۴۰٪ به گردش خون سیستمیک می‌رسد). بیشترین غلظت دارویی (Cmax) طی ۲ تا ۳ ساعت دیده می‌شود. نیمه عمر حذف، حجم توزیع پایدار و کلیرانس پلاسمایی به ترتیب ۲۲ ساعت، چهارده و نیم لیتر بر کیلوگرم و نیم لیتر بر ساعت بر کیلوگرم هستند (البته بنا به داده‌هایی که از داروی تزریقی و خوارکی بدست آمده‌اند). حذف دارو از طریق متابولیسم کبدی صورت می‌پذیرد و دفع آن عمدتاً (۷۵٪) از طریق مدفوع می‌باشد (البته از دوز خوراکی). آنزیم‌های گروه سیتوکروم P450، این دارو را تحت متابولیسم اکسیداتیو قرار داده و متابولیت فعال آن را - دس متیل آزلاستین - به همراه دو متابولیت غیرفعال تولید می‌کنند که از خانواده اسید کربوکسیلیک هستند. فارماکوکینتیک داروی خوراکی تحت تأثیر سن، جنس یا اختلالات کبدی قرار نمی‌گیرد.

## مکانیسم اثر
آزلاستین از سه راه عمل می‌کند: اثر آنتی‌هیستامینی، ثابت‌سازی غشا ماست‌سل، و اثر ضدالتهابی. آزلاستین با داشتن خاصیت ضدالتهابی دارای اثری سریع و طولانی است. این محصول به‌عنوان آنتاگونیست گیرنده هیستامین H1 با گرایش زیاد، حدود ۱۰ برابر کلرفنیرامین است ضمن اینکه گرایش اندکی نیز به گیرنده‌های H2 دارد. آزلاستین در میان داروهای رایج مورد استفاده در رینیت یکی از سریع الاثرترین داروهاست و اثر آن تا ۱۲ ساعت باقی می‌ماند. آزلاستین مهاجرت سلول‌های التهابی در بیماران مبتلابه رینیت را کاهش می‌دهد که این فرایند عمدتاً ناشی از کاهش ICAM-1 مهار کینین (برادی‌کینین و ماده P)، PAF و کاهش آزادسازی لوکوترین در شرایط آزمایشگاهی و زیستی صورت می‌گیرد. لوکوترین‌ها در ارتباط با اتساع عروق آزاد می‌شوند و منجر به افزایش تراوایی عروق و ادم منجر به گرفتگی بینی، تولید مخاط و فعالیت مجدد سلول‌های التهابی می‌شود. از نظر بالینی ماده P و برادی کینین در ارتباط با علائم خارش و عطسه رینیت آلرژیک هستند اما ممکن است در بروز علائم رینیت وازوموتور نیز نقش داشته باشند.